# Алфред фон Шлифен
Гроф Алфред фон Шлифен (Берлин, 28. фебруар 1833 — Берлин, 4. јануар 1913) је био немачки фелдмаршал и стратег који је био на положају начелника штаба војске Немачког царства. Познат је по плану који је назван по њему а у коме је разрађена стратегија коју је требало да примени немачка војска у рату против Француске и Русије.